# Rendzina

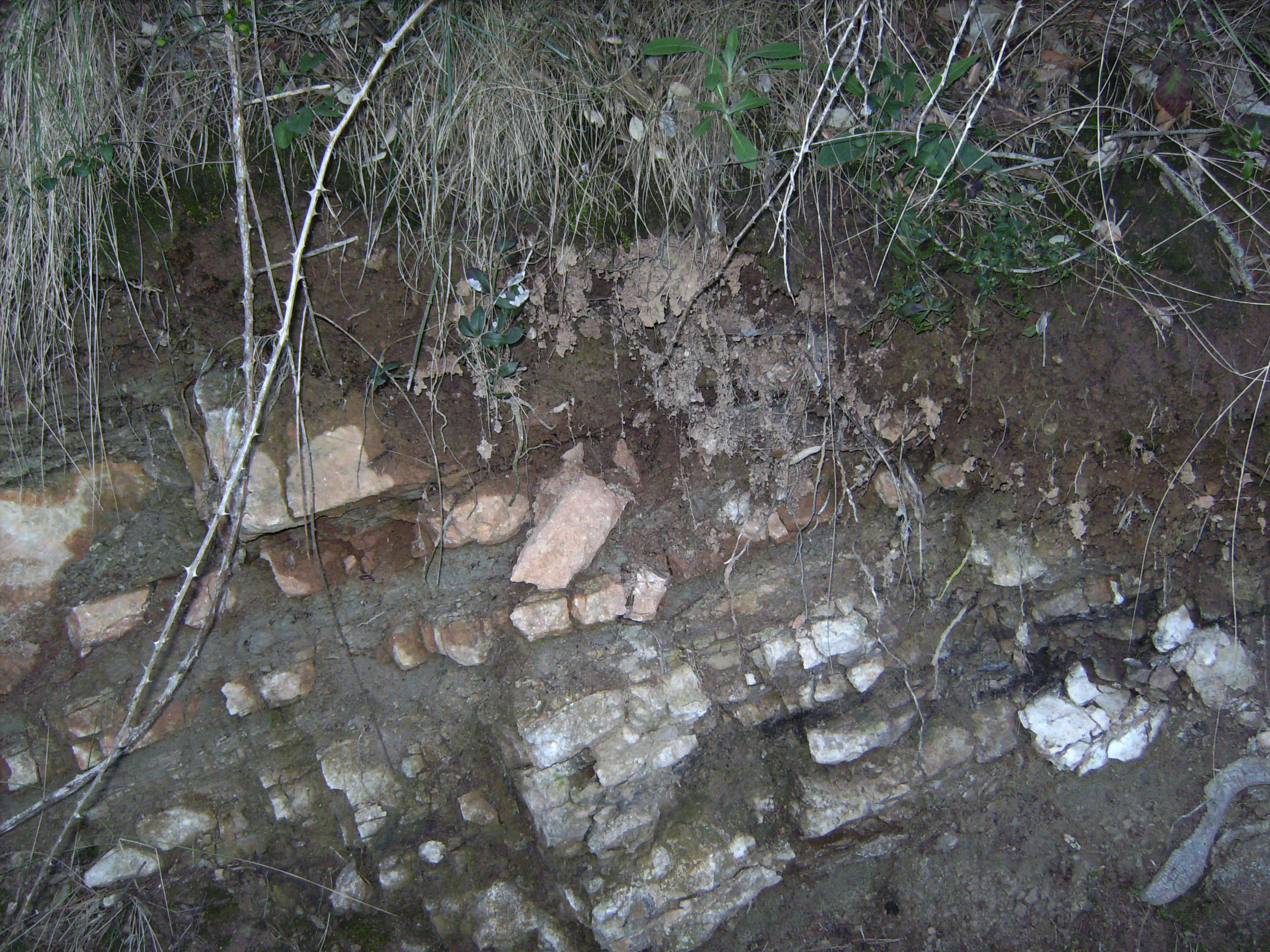
Suelo rendzina (Castelltallat)

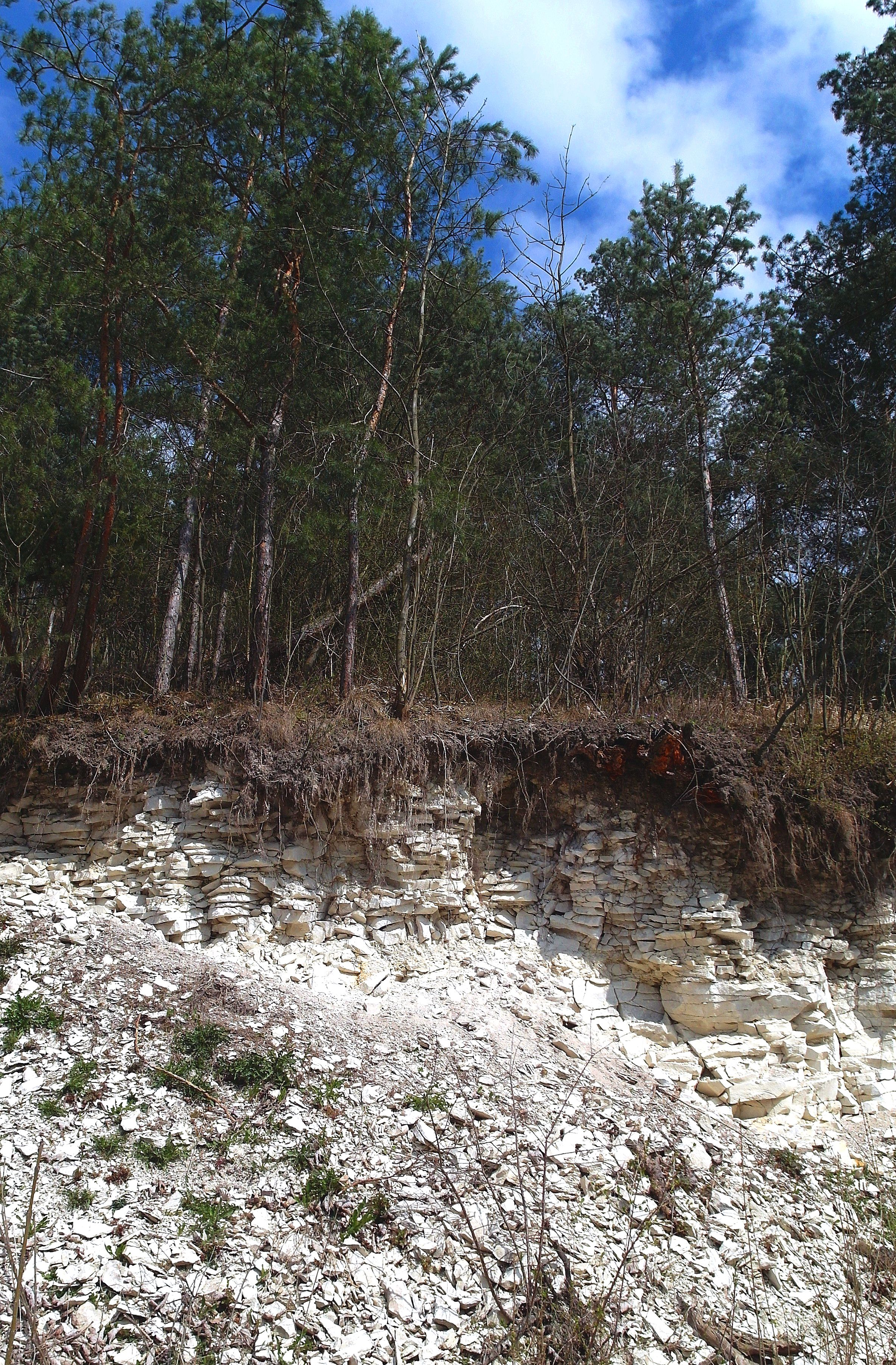
Suelo rendzina sobre la piedra caliza del Maastrichense en el Parque Paisajístico de Kozubów, Polonia

La Rendzina es un tipo de suelo reconocido en varios sistemas de clasificación de suelos, incluyendo los de Alemania y Reino Unido así como algunos sistemas obsoletos. Son suelos superficiales ricos en humus que generalmente se forman a partir de material carbonato o en ocasiones sulfato rico en material madre. Los suelos rendzina se encuentran a menudo en regiones karst y montañosas.
El término rendzina se originó a través del ruso a partir del polaco rędzina (la palabra "rędzina" proviene de la antigua palabra polaca "rzędzić" (hablar, hablar sin cesar).
En la Base de Referencia Mundial para los Recursos de Suelo, los suelos rendzina serían clasificados como leptosoles, chernozems, kastanozems, o phaeozems, dependiendo de sus características específicas.

## Desarrollo y distribución
Los suelos rendzina típicamente se desarrollan a partir de material rocoso sólido o no consolidado que es rico en carbonato o sulfato. La caliza es de lejos la más común, pero también incluyen dolomita, yeso, mármol, piedra caliza y marlstone. Junto con la meteorización física, que descompone la estructura del material rocoso, la meteorización química, en particular la disolución del carbonato, contribuye al desarrollo de rendzina. Cuando el agua con dióxido de carbono disuelto entra en contacto con los minerales carbonatados, el carbonato se disuelve y se lixivia con el agua. La reacción general es la siguiente:
CaCO
3
(s) + H
2O
(l) + CO
2
(aq) → 2 HCO−
3
(aq) + Ca2+
(aq)
La pérdida de minerales solubles deja la parte superior del suelo enriquecida en materiales insolubles, particularmente minerales de arcilla. Al mismo tiempo, la actividad biológica lleva a una acumulación de humus en la capa superficial del suelo, que está protegida de la descomposición adicional por la arcilla. El horizonte superior del suelo rendzina, por lo tanto, contiene cantidades considerables de humus. También puede ser relativamente rico en carbonato o yeso, aunque en niveles mucho más bajos que en el material rocoso original. La descomposición progresiva del material madre y la pérdida de carbonato o yeso convertirán finalmente un suelo rendzina en otro tipo de suelo. Dado que estos procesos ocurren relativamente rápido en comparación con la meteorización de la mayoría de los materiales sin carbonato o yeso, las rendzinas representan una etapa transitoria en el desarrollo del suelo. Sin embargo, pueden persistir a largo plazo si la pérdida de suelo por erosión contrarresta el proceso de desarrollo del suelo.
Las áreas típicas para los suelos rendzina son en paisajes kársticos y montañosos, donde el material rico en carbonato ocurre en las pendientes. Son comunes en tierra de cuestas, dondequiera que la caliza esté expuesta. Las rendzinas en Gales, por ejemplo, constituyen un perfil A-C simple, un suelo calizo oscuro justo sobre la caliza rota.

## Propiedades y uso
Los efectos combinados del contenido de arcilla y humus producen colores oscuros y una estructura en grumos. El pH típico para los suelos rendzina está entre 5 y 8, y la saturación de bases es alta. El calcio y el magnesio son abundantes, pero el contenido de potasio suele ser bajo, por lo que los desequilibrios de nutrientes son comunes.
Los suelos rendzina suelen ser poco adecuados para el uso agrícola. El laboreo mecánico se ve dificultado por su escasa profundidad, y el pequeño volumen de suelo limita su capacidad para almacenar y suministrar agua. Además, estos suelos a menudo se encuentran en pendientes, donde el riesgo de erosión es alto. Como resultado, se encuentra mucha vegetación semi-natural en estas áreas.